# Fred C. Newmeyer
Fred C. Newmeyer est un acteur et réalisateur américain né le 9 août 1888 à Central City, Colorado (États-Unis), mort le 24 avril 1967 à Woodland Hills (États-Unis).

## Biographie
Natif de Central City, il a été joueur professionnel de baseball avant de se lancer dans le cinéma. Il a réalisé quelques-unes des premières comédies d'Harold Lloyd, ainsi que la série des Our Gang.

## Filmographie

### Comme acteur
- 1914 : Scooped by Cupid
- 1916 : Luke, the Candy Cut-Up
- 1916 : Luke's Late Lunchers
- 1916 : Luke's Society Mixup
- 1916 : Luke Rides Roughshod
- 1916 : Luke, Crystal Gazer
- 1916 : Luke's Lost Lamb
- 1916 : Luke Does the Midway
- 1916 : Luke Joins the Navy
- 1916 : Luke and the Mermaids
- 1916 : Luke's Speedy Club Life
- 1916 : Luke and the Bang-Tails
- 1916 : Luke, the Chauffeur
- 1916 : Luke's Preparedness Preparations
- 1916 : Luke, the Gladiator
- 1916 : Luke, Patient Provider
- 1916 : Luke's Newsie Knockout
- 1916 : Luke's Movie Muddle
- 1916 : Luke, Rank Impersonator
- 1916 : Luke's Fireworks Fizzle
- 1916 : Luke Locates the Loot
- 1916 : Luke's Shattered Sleep
- 1917 : Lonesome Luke on Tin Can Alley
- 1917 : Lonesome Luke, Messenger
- 1917 : Lonesome Luke's Wild Women
- 1917 : Over the Fence de Harold Lloyd et J. Farrell MacDonald
- 1917 : Lonesome Luke Loses Patients
- 1917 : Lui... et les policemen (Pinched) de Gilbert Pratt et Harold Lloyd
- 1917 : By the Sad Sea Waves
- 1917 :  Birds of a Feather
- 1917 : From Laramie to London
- 1917 : Rainbow Island
- 1917 : Love, Laughs and Lather
- 1917 : Clubs Are Trump
- 1917 : All Aboard
- 1917 : We Never Sleep
- 1917 : Move On
- 1917 : Bashful
- 1917 : Dansons gaiement (Step Lively) de Tim Whelan
- 1918 : The Tip
- 1918 : The Big Idea
- 1918 : Pipe the Whiskers
- 1918 : It's a Wild Life
- 1918 : Feux croisés (Two-Gun Gussie) d'Alfred J. Goulding
- 1919 : Lui, chef cuisinier (On the Fire) de Hal Roach
- 1919 : A Sammy in Siberia
- 1919 : Young Mr. Jazz
- 1919 : Crack Your Heels
- 1919 : Un fameux régisseur (Ring Up the Curtain) d'Alfred J. Goulding
- 1919 : Si, Senor
- 1919 : Un, deux, trois... partez ! (The Marathon) d'Alfred J. Goulding
- 1919 : Pistols for Breakfast
- 1919 : Swat the Crook
- 1919 : Off the Trolley
- 1919 : Coquin de printemps (Spring Fever) d'Hal Roach
- 1919 : Chop Suey & Co.
- 1919 : The Rajah
- 1919 : Soft Money
- 1919 : Count the Votes
- 1919 : Amour et Poésie (Bumping Into Broadway) de Hal Roach
- 1919 : Harold chez les pirates (Captain Kidd's Kids) de Hal Roach : Ah Nix (Cuisinier chinois)
- 1919 : De la coupe aux lèvres (From Hand to Mouth) d'Alfred J. Goulding
- 1919 : Lui et la Dactylographe (Be My Wife) d'Hal Roach
- 1923 : Monte là-dessus ! (Safety Last!), de lui-même et Sam Taylor
- 1923 : Dogs of War : Directeur de 'Why Worry?'

### Comme réalisateur

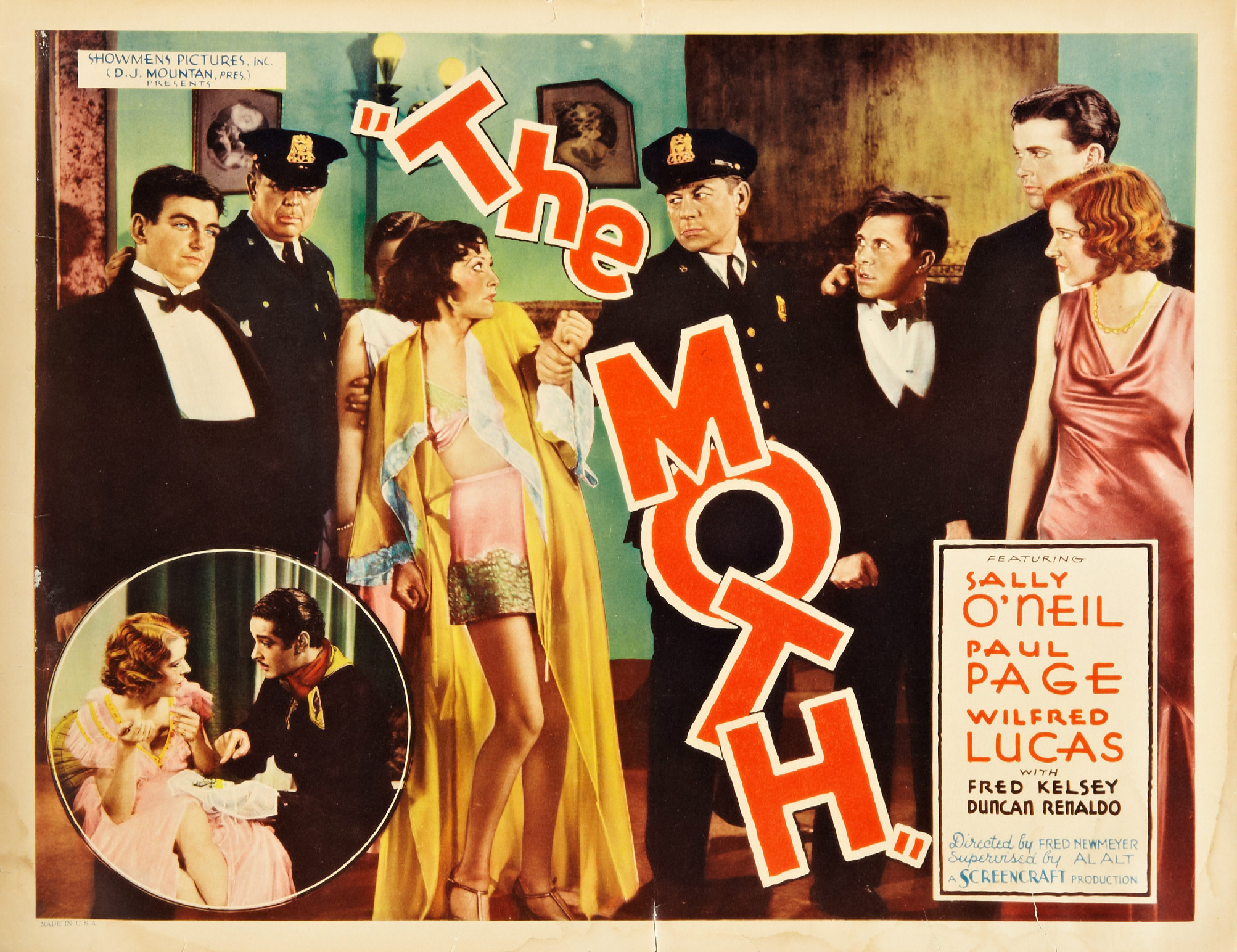
Carte promotionnelle de ' en 1934.

- 1920 : Beaucitron chasse le papillon (All Lit Up)
- 1920 : Rien à louer (Raise the Rent)
- 1920 : Little Miss Jazz
- 1920 : Un mariage de raison (Money to Burn)
- 1920 : The Sandman
- 1920 : Queens Up!
- 1920 : Quel numéro demandez-vous ?(Number, Please?)
- 1921 : Pour l'amour de Mary (Now or Never)
- 1921 : La Chasse au renard (Among Those Present)
- 1921 : Voyage au paradis (Never Weaken)
- 1921 : Marin malgré lui
- 1922 : Le Petit à Grand-maman ou (Le Talisman de Grand-mère), (Grandma's Boy)
- 1922 : Et puis ça va (Doctor Jack), réalisé avec Sam Taylor
- 1923 : Monte là-dessus ! (Safety Last!), réalisé avec Sam Taylor
- 1923 : Faut pas s'en faire (Why Worry?)
- 1924 : Foolish Men and Smart Women
- 1924 : Ça t'la coupe (Girl Shy)
- 1924 : Une riche famille (Hot Water)
- 1925 : Vive le sport ! (The Freshman)
- 1925 : Seven Keys to Baldpate
- 1925 : Perds pas tes Dollars ! (The Perfect Clown)
- 1926 : The Savage
- 1926 : The Quarterback
- 1927 : The Lunatic at Large
- 1927 : Papa spécule (The Potters)
- 1927 : Too Many Crooks
- 1927 : Le Fils de Kid Roberts (On Your Toes)
- 1928 : C'est mon papa ! (That's My Daddy)
- 1928 : Pan dans le mille (Warming Up)
- 1928 : La Madone de Central Park (The Night Bird)
- 1929 : It Can Be Done
- 1929 : Amour vainqueur (The Rainbow Man)
- 1929 : Sailor's Holiday
- 1930 : The Grand Parade
- 1930 : Queen High
- 1930 : Fast and Loose
- 1931 : Subway Express
- 1932 : Discarded Lovers
- 1932 : They Never Come Back
- 1932 : The Fighting Gentleman
- 1932 : Gambling Sex
- 1933 : Easy Millions
- 1933 : The Big Race
- 1934 : Lost in the Legion
- 1934 : The Moth (en)
- 1934 : No Ransom
- 1935 : A Scream in the Night
- 1935 : Secrets of Chinatown
- 1936 : The Pinch Singer
- 1936 : Arbor Day
- 1936 : General Spanky
- 1937 : Mail and Female
- 1942 : Rodeo Rhythm